# Liste des titres musicaux numéro un au Royaume-Uni en 2023
Cette page présente les no 1 des ventes de singles et d'albums au Royaume-Uni pour l'année 2023 selon The Official Charts Company.
Les classements hebdomadaires sont issus des 100 meilleures ventes de singles (UK Singles Chart) et des 100 meilleures ventes d'albums (UK Albums Chart). Ils prennent en compte les ventes physiques et numériques ainsi que les écoutes en streaming converties en équivalents ventes. Ils sont dévoilés chaque vendredi.

## Classement des singles
| №  | Date          | Artiste                         | Titre                              | Référence |
| -- | ------------- | ------------------------------- | ---------------------------------- | --------- |
| 1  | 6 janvier     | Raye feat. 070 Shake            | Escapism.                          |           |
| 2  | 13 janvier    | Lewis Capaldi                   | Pointless                          |           |
| 3  | 20 janvier    | Miley Cyrus                     | Flowers                            |           |
| 4  | 27 janvier    | Miley Cyrus                     | Flowers                            |           |
| 5  | 3 février     | Miley Cyrus                     | Flowers                            |           |
| 6  | 10 février    | Miley Cyrus                     | Flowers                            |           |
| 7  | 17 février    | Miley Cyrus                     | Flowers                            |           |
| 8  | 24 février    | Miley Cyrus                     | Flowers                            |           |
| 9  | 3 mars        | Miley Cyrus                     | Flowers                            |           |
| 10 | 10 mars       | Miley Cyrus                     | Flowers                            |           |
| 11 | 17 mars       | Miley Cyrus                     | Flowers                            |           |
| 12 | 24 mars       | Miley Cyrus                     | Flowers                            |           |
| 13 | 31 mars       | Ed Sheeran                      | Eyes Closed                        |           |
| 14 | 7 avril       | Calvin Harris et Ellie Goulding | Miracle (en)                       |           |
| 15 | 14 avril      | Calvin Harris et Ellie Goulding | Miracle (en)                       |           |
| 16 | 21 avril      | Lewis Capaldi                   | Wish You the Best                  |           |
| 17 | 28 avril      | Calvin Harris et Ellie Goulding | Miracle                            |           |
| 18 | 5 mai         | Calvin Harris et Ellie Goulding | Miracle                            |           |
| 19 | 12 mai        | Calvin Harris et Ellie Goulding | Miracle                            |           |
| 20 | 19 mai        | Calvin Harris et Ellie Goulding | Miracle                            |           |
| 21 | 26 mai        | Calvin Harris et Ellie Goulding | Miracle                            |           |
| 22 | 2 juin        | Calvin Harris et Ellie Goulding | Miracle                            |           |
| 23 | 9 juin        | Dave et Central Cee             | Sprinter                           |           |
| 24 | 16 juin       | Dave et Central Cee             | Sprinter                           |           |
| 25 | 23 juin       | Dave et Central Cee             | Sprinter                           |           |
| 26 | 30 juin       | Dave et Central Cee             | Sprinter                           |           |
| 27 | 7 juillet     | Dave et Central Cee             | Sprinter                           |           |
| 28 | 14 juillet    | Dave et Central Cee             | Sprinter                           |           |
| 29 | 21 juillet    | Dave et Central Cee             | Sprinter                           |           |
| 30 | 28 juillet    | Dave et Central Cee             | Sprinter                           |           |
| 31 | 4 août        | Dave et Central Cee             | Sprinter                           |           |
| 32 | 11 août       | Dave et Central Cee             | Sprinter                           |           |
| 33 | 18 août       | Billie Eilish                   | What Was I Made For?               |           |
| 34 | 25 août       | Dua Lipa                        | Dance the Night                    |           |
| 35 | 1er septembre | Olivia Rodrigo                  | Vampire                            |           |
| 36 | 8 septembre   | Doja Cat                        | Paint the Town Red (en)            |           |
| 37 | 15 septembre  | Doja Cat                        | Paint the Town Red (en)            |           |
| 38 | 22 septembre  | Doja Cat                        | Paint the Town Red (en)            |           |
| 39 | 29 septembre  | Doja Cat                        | Paint the Town Red (en)            |           |
| 40 | 6 octobre     | Doja Cat                        | Paint the Town Red (en)            |           |
| 41 | 13 octobre    | Kenya Grace                     | Strangers                          |           |
| 42 | 20 octobre    | Kenya Grace                     | Strangers                          |           |
| 43 | 27 octobre    | Kenya Grace                     | Strangers                          |           |
| 44 | 3 novembre    | Taylor Swift                    | Is It Over Now? (Taylor's Version) |           |
| 45 | 10 novembre   | The Beatles                     | Now and Then                       |           |
| 46 | 17 novembre   | Jack Harlow                     | Lovin On Me                        |           |
| 47 | 24 novembre   | Jack Harlow                     | Lovin On Me                        |           |
| 48 | 1er décembre  | Jack Harlow                     | Lovin On Me                        |           |
| 49 | 8 décembre    | Wham!                           | Last Christmas                     |           |
| 50 | 15 décembre   | Wham!                           | Last Christmas                     |           |
| 51 | 22 décembre   | Wham!                           | Last Christmas                     |           |
| 52 | 29 décembre   | Wham!                           | Last Christmas                     |           |

## Classement des albums
| №  | Date          | Artiste                  | Titre                                               | Référence |
| -- | ------------- | ------------------------ | --------------------------------------------------- | --------- |
| 1  | 6 janvier     | Taylor Swift             | Midnights                                           |           |
| 2  | 13 janvier    | Taylor Swift             | Midnights                                           |           |
| 3  | 20 janvier    | The Courteeners          | St. Jude                                            |           |
| 4  | 27 janvier    | The Reytons              | What's Rock and Roll ?                              |           |
| 5  | 3 février     | Sam Smith                | Gloria                                              |           |
| 6  | 10 février    | Shania Twain             | Queen of Me (en)                                    |           |
| 7  | 17 février    | Paramore                 | This Is Why (en)                                    |           |
| 8  | 24 février    | Pink                     | Trustfall                                           |           |
| 9  | 3 mars        | Gorillaz                 | Cracker Island                                      |           |
| 10 | 10 mars       | The Lathums (en)         | From Nothing to a Little Bit More                   |           |
| 11 | 17 mars       | Miley Cyrus              | Endless Summer Vacation                             |           |
| 12 | 24 mars       | U2                       | Songs of Surrender                                  |           |
| 13 | 31 mars       | Lana Del Rey             | Did You Know That There's a Tunnel Under Ocean Blvd |           |
| 14 | 7 avril       | Boygenius                | The Record                                          |           |
| 15 | 14 avril      | Ellie Goulding           | Higher Than Heaven (en)                             |           |
| 16 | 21 avril      | Metallica                | 72 Seasons                                          |           |
| 17 | 28 avril      | Enter Shikari            | A Kiss for the Whole World                          |           |
| 18 | 5 mai         | The Lottery Winners (en) | Anxiety Replacement Therapy                         |           |
| 19 | 12 mai        | Ed Sheeran               | - (Subtract)                                        |           |
| 20 | 19 mai        | Ed Sheeran               | - (Subtract)                                        |           |
| 21 | 26 mai        | Lewis Capaldi            | Broken by Desire to Be Heavenly Sent (en)           |           |
| 22 | 2 juin        | Lewis Capaldi            | Broken by Desire to Be Heavenly Sent (en)           |           |
| 23 | 9 juin        | Foo Fighters             | But Here We Are                                     |           |
| 24 | 16 juin       | Niall Horan              | The Show                                            |           |
| 25 | 23 juin       | Tom Grennan              | What Ifs & Maybes                                   |           |
| 26 | 30 juin       | Maisie Peters            | The Good Witch                                      |           |
| 27 | 7 juillet     | Nothing But Thieves      | Dead Club City                                      |           |
| 28 | 14 juillet    | Taylor Swift             | Speak Now (Taylor's Version)                        |           |
| 29 | 21 juillet    | J Hus (en)               | Beautiful and Brutal Yard                           |           |
| 30 | 28 juillet    | Blur                     | The Ballad of Darren (en)                           |           |
| 31 | 4 août        | Travis Scott             | Utopia                                              |           |
| 32 | 11 août       | Cian Ducrot (en)         | Victory                                             |           |
| 33 | 18 août       | Liam Gallagher           | Knebworth 22                                        |           |
| 34 | 25 août       | Hozier                   | Unreal Unearth (en)                                 |           |
| 35 | 1er septembre | Burna Boy                | I Told Them...                                      |           |
| 36 | 8 septembre   | Royal Blood              | Back to the Water Below                             |           |
| 37 | 15 septembre  | Olivia Rodrigo           | Guts                                                |           |
| 38 | 22 septembre  | Busted                   | Greatest Hits 2.0                                   |           |
| 39 | 29 septembre  | Kylie Minogue            | Tension                                             |           |
| 40 | 6 octobre     | Ed Sheeran               | Autumn Variations                                   |           |
| 41 | 13 octobre    | Drake                    | For All the Dogs                                    |           |
| 42 | 20 octobre    | Ren (en)                 | Sick Boi                                            |           |
| 43 | 27 octobre    | The Rolling Stones       | Hackney Diamonds                                    |           |
| 44 | 3 novembre    | Taylor Swift             | 1989 (Taylor's Version)                             |           |
| 45 | 10 novembre   | Taylor Swift             | 1989 (Taylor's Version)                             |           |
| 46 | 17 novembre   | Taylor Swift             | 1989 (Taylor's Version)                             |           |
| 47 | 24 novembre   | Madness                  | Theatre of the Absurd Presents C'est la Vie         |           |
| 48 | 1er décembre  | Take That                | This Life (en)                                      |           |
| 49 | 8 décembre    | Peter Gabriel            | i/o                                                 |           |
| 50 | 15 décembre   | The Killers              | Rebel Diamonds (en)                                 |           |
| 51 | 22 décembre   | The Rolling Stones       | Hackney Diamonds                                    |           |
| 52 | 29 décembre   | Michael Bublé            | Christmas                                           |           |

## Meilleures ventes de l'année
- L'artiste américaine Miley Cyrus termine en tête du classement annuel des singles avec Flowers et 1 700 000 équivalent ventes. La chanson a été la plus téléchargée (91 000 fois) et, avec son clip, elle réalise la meilleure diffusion en streaming de l'année en cumulant 198 000 000 d'écoutes ou de vues. Flowers sera restée numéro 1 du classement hebdomadaire pendant dix semaines consécutives, tout comme Sprinter interprétée par les rappeurs britanniques Dave et Central Cee, deuxième du classement annuel avec 1 200 000 équivalent ventes et 161 000 000 d'écoutes et de vues en streaming. Le duo devance de peu la chanteuse britannique Raye et la rappeuse américaine 070 Shake qui, avec Escapism, occupent la troisième place avec également 1 200 000 équivalent ventes mais une diffusion en streaming inférieure (142 000 000)[1].

- C'est une compilation sortie en 2021, The Highlights, qui permet au chanteur canadien The Weeknd d'être le numéro un des ventes annuelles d'albums. Cumulant 391 000 équivalent ventes et réalisant le plus nombre d'écoutes en streaming (381 000), The Highlights n'a cependant jamais atteint la première place du classement hebdomadaire. L'artiste américaine Taylor Swift occupe les autres places du podium avec, en deuxième position, l'album Midnights, sorti en 2022 et à la troisième place, 1989 (Taylor's Version) qui avec 299 000 équivalent ventes est l'album le plus apprécié sur support physique (185 000 ventes) et celui qui est resté le plus longtemps en tête du classement hebdomadaire (trois semaines consécutives)[2].

| Singles | Albums |
| --- | --- |
| 1. Miley Cyrus - Flowers 2. Dave et Central Cee - Sprinter 3. Raye ft. 070 Shake - Escapism 4. Taylor Swift - Anti-Hero 5. Calvin Harris et Ellie Goulding - Miracle 6. Rema - Calm Down 7. SZA - Kill Bill 8. PinkPantheress - Boy's a Liar 9. Harry Styles - As It Was 10. Libianca - People | 1. The Weeknd - The Highlights 2. Taylor Swift - Midnights 3. Taylor Swift - 1989 (Taylor's Version) 4. Elton John - Diamonds 5. Harry Styles - Harry's House 6. Fleetwood Mac - 50 Years - Don't Stop 7. Eminem - Curtain Call: The Hits 8. SZA - SOS 9. Arctic Monkeys - AM 10. ABBA - Gold Greatest Hits |

## Faits marquants

### Albums
- 46 albums accédent à la première place dont trois de Taylor Swift et deux d'Ed Sheeran.
- Grâce à une réédition, l'album St. Jude du groupe britannique de rock indépendant The Courteeners, sorti en avril 2008, accède pour la première fois à la place de numéro 1 en janvier 2023. Il devient ainsi l'album ayant mis le plus de temps à atteindre la première place, soit exactement 14 ans 9 mois et 14 jours après sa sortie[3].
- Le groupe britannique Madness est pour la première fois de sa carrière numéro un avec un album studio, Theatre of the Absurd Presents C'est la Vie. Jusqu'ici le groupe avait atteint la première place avec deux compilations : Complete Madness en 1982 et Divine Madness en 1992[4].
- Dans le top 10 annuel ne figure qu'un seul album sorti en 2023, 1989 (Taylor's Version) de Taylor Swift (qui est une version réenregistrée de 1989 sorti en 2014). SOS de SZA est sorti en décembre 2022, tous les autres sont plus anciens, et la moitié de ce top 10 est constituée de compilations[5].

### Singles
- 16 chansons sont numéro 1 en 2023 dont deux de Lewis Capaldi.
- Les artistes féminines dominent le classement hebdomadaire en totalisant 31 semaines à la première place, ce qui n'était jamais arrivé depuis la création du UK Singles Chart en 1952[5],[6]. Elles sont aussi majoritaires dans le top 10 annuel en étant les interprètes de sept chansons[7].
- Avec le titre inédit Now and Then, les Beatles sont à nouveau au sommet du hit-parade 54 ans après leur précédent numéro un, The Ballad of John and Yoko en 1969, battant ainsi le record de la durée la plus longue entre deux numéro un du même artiste. Le précédent record était détenu par Kate Bush avec 44 ans séparant Wuthering Heights (numéro un en 1978) et Running Up That Hill (numéro un en 2022). Les Fab Four détiennent aussi désormais le record de la durée séparant le premier et le dernier numéro un d'un même interprète, soit 60 ans et 6 mois entre From Me to You (au sommet en mai 1963) et Now and Then. Avec ce 18e titre tout en haut du classement, les Beatles sont juste derrière Elvis Presley qui est arrivé 21 fois en tête[8],[9].
- La chanson Last Christmas de Wham! est de nouveau numéro un, cette fois pendant quatre semaines et pour la première fois durant la semaine de Noël[10],[11].